# Festival di Sanremo 2007
Il cinquantasettesimo Festival di Sanremo si svolse a Sanremo al teatro Ariston dal 27 febbraio al 3 marzo 2007 con la conduzione di Pippo Baudo, il quale curò anche la direzione artistica, e Michelle Hunziker.
L'edizione venne vinta da Simone Cristicchi con il brano Ti regalerò una rosa per la sezione Campioni e da Fabrizio Moro con il brano Pensa per la sezione Nuove Proposte. Entrambi i brani vinsero anche il Premio della critica nelle rispettive categorie.
La regia venne curata da Gino Landi, la scenografia venne disegnata da Gaetano Castelli e l'orchestra venne diretta dal maestro Pippo Caruso.

## Partecipanti

### Sezione Campioni
| Interprete                     | Ultime partecipazioni al Festival                                        |
| ------------------------------ | ------------------------------------------------------------------------ |
| Al Bano                        | 1999                                                                     |
| Amalia Gré                     | Esordiente                                                               |
| Antonella Ruggiero             | 2005                                                                     |
| Daniele Silvestri              | 2002                                                                     |
| Fabio Concato                  | 2001                                                                     |
| Francesco con Roby Facchinetti | 2005 (come membro della DJ Francesco Band) e 1990 (come membro dei Pooh) |
| Johnny Dorelli                 | 1969                                                                     |
| Leda Battisti                  | 1999 (tra i Giovani)                                                     |
| Mango                          | 1998                                                                     |
| Marcella e Gianni Bella        | 2005 e 2001                                                              |
| Milva                          | 1993                                                                     |
| Nada                           | 1999                                                                     |
| Paolo Meneguzzi                | 2005                                                                     |
| Paolo Rossi                    | 1994                                                                     |
| Piero Mazzocchetti             | Esordiente                                                               |
| Simone Cristicchi              | 2006 (tra i Giovani)                                                     |
| Stadio                         | 1999                                                                     |
| Tosca                          | 1997                                                                     |
| Velvet                         | 2005                                                                     |
| Zero Assoluto                  | 2006                                                                     |

### Sezione Giovani
| Interprete            | Ultime partecipazioni al Festival |
| --------------------- | --------------------------------- |
| Elsa Lila             | 2003                              |
| Fabrizio Moro         | 2000                              |
| FSC                   | Esordienti                        |
| Grandi Animali Marini | Esordienti                        |
| Jasmine               | Esordiente                        |
| Khorakhanè            | Esordienti                        |
| Marco Baroni          | Esordiente                        |
| Mariangela            | Esordiente                        |
| Patrizio Baù          | Esordiente                        |
| Pier Cortese          | Esordiente                        |
| Pquadro               | Esordienti                        |
| Romina Falconi        | Esordiente                        |
| Sara Galimberti       | Esordiente                        |
| Stefano Centomo       | Esordiente                        |

## Classifica finale

### Sezione Campioni
| Posizione | Interprete                     | Canzone                                        | Autori                                                    | % voti ricevuti |
| --------- | ------------------------------ | ---------------------------------------------- | --------------------------------------------------------- | --------------- |
| 1º        | Simone Cristicchi              | Ti regalerò una rosa                           | S. Cristicchi                                             | 8,22%           |
| 2º        | Al Bano                        | Nel perdono                                    | R. Zero, V. Incenzo, A. Paoletti e Y. Carrisi             | 7,22%           |
| 3º        | Piero Mazzocchetti             | Schiavo d'amore                                | G. Morra e M. Fabrizio                                    | 6,51%           |
| 4º        | Daniele Silvestri              | La paranza                                     | D. Silvestri                                              | 5,64%           |
| 5º        | Mango                          | Chissà se nevica                               | G. Mango e C. De Bei                                      | 5,46%           |
| 6º        | Paolo Meneguzzi                | Musica                                         | P. Meneguzzi, R. Di Bella e D. Melotti                    | 5,38%           |
| 7º        | Tosca                          | Il terzo fuochista                             | R. Mascellino, M. Venturiello e Tosca                     | 5,32%           |
| 8º        | Francesco con Roby Facchinetti | Vivere normale                                 | S. Bertolotti, D. Calvetti, M. Ciappelli e F. Facchinetti | 5,05%           |
| 9º        | Zero Assoluto                  | Appena prima di partire                        | M. Maffucci, T. De Gasperi, D. Pao ed E. Sognato          | 5,04%           |
| 10º       | Antonella Ruggiero             | Canzone fra le guerre                          | C. Carrara e A. Ruggiero                                  | 4,99%           |
| F.        | Amalia Gré                     | Amami per sempre                               | A. Grezio, M. Ranauro e P. Palma                          |                 |
| F.        | Marcella e Gianni Bella        | Forever per sempre                             | Mogol e G. Bella                                          |                 |
| F.        | Stadio                         | Guardami                                       | S. Grandi e G. Curreri                                    |                 |
| F.        | Paolo Rossi                    | In Italia si sta male (si sta bene anziché no) | R. Gaetano                                                |                 |
| F.        | Nada                           | Luna in piena                                  | N. Malanima                                               |                 |
| F.        | Johnny Dorelli                 | Meglio così                                    | G. Calabrese e G. Ferrio                                  |                 |
| F.        | Fabio Concato                  | Oltre il giardino                              | F. Concato                                                |                 |
| F.        | Leda Battisti                  | Senza me ti pentirai                           | L. Battisti e A. Battaglia                                |                 |
| F.        | Milva                          | The Show Must Go On                            | G. Faletti                                                |                 |
| F.        | Velvet                         | Tutto da rifare                                | A. Sgreccia, G. Cornetta, P. Ferrantini e P. Bazzoffi     |                 |

### Sezione Giovani
| Posizione | Interprete            | Canzone                 | Autori                                                | % voti ricevuti |
| --------- | --------------------- | ----------------------- | ----------------------------------------------------- | --------------- |
| 1º        | Fabrizio Moro         | Pensa                   | F. Moro                                               | 5,10%           |
| 2º        | Stefano Centomo       | Bivio                   | M. Titi e S. Centomo                                  | 4,87%           |
| 3º        | Pquadro               | Malinconiche sere       | B. Rubino e G. Di Tella                               | 1,22%           |
| F.        | Marco Baroni          | L'immagine che ho di te | M. Baroni e A. Bertoni                                |                 |
| F.        | Romina Falconi        | Ama                     | R. Falconi, M. Marcucci, M. Randazzo e S. Ciammarughi |                 |
| F.        | Sara Galimberti       | Amore ritrovato         | C. Bozzi e R. Ruocco                                  |                 |
| F.        | Jasmine               | La vita subito          | R. Zero, V. Incenzo, F. Zanotti e C. Guidetti         |                 |
| F.        | Elsa Lila             | Il senso della vita     | G. Morra e M. Fabrizio                                |                 |
| NF        | Patrizio Baù          | Peccati di gola         | M. Bernacchia e P. Baù                                |                 |
| NF        | Pier Cortese          | Non ho tempo            | P. Cortese                                            |                 |
| NF        | FSC                   | Non piangere            | D. Ferrario, S. Spallanzani e A. Polato               |                 |
| NF        | Grandi Animali Marini | Napoleone azzurro       | F. Ferrari                                            |                 |
| NF        | Khorakhanè            | La ballata di Gino      | M. Ulderici e L. Medri                                |                 |
| NF        | Mariangela            | Ninna nanna             | G. Magurno, S. Magurno, P. Bianco e G. Meo            |                 |

## Serate e regolamento

### Prima serata
Si esibirono 10 Campioni e 7 Giovani con votazione della giuria demoscopica: vennero quindi eliminati 3 Giovani, mentre non vennero rese note le graduatorie della sezione Campioni.

#### Campioni
| Ordine di uscita | Artista                        | Brano                   |
| ---------------- | ------------------------------ | ----------------------- |
| 1                | Zero Assoluto                  | Appena prima di partire |
| 2                | Piero Mazzocchetti             | Schiavo d'amore         |
| 3                | Francesco con Roby Facchinetti | Vivere normale          |
| 4                | Antonella Ruggiero             | Canzone fra le guerre   |
| 5                | Daniele Silvestri              | La paranza              |
| 6                | Milva                          | The show must go on     |
| 7                | Simone Cristicchi              | Ti regalerò una rosa    |
| 8                | Nada                           | Luna in piena           |
| 9                | Mango                          | Chissà se nevica        |
| 10               | Leda Battisti                  | Senza me ti pentirai    |

#### Giovani
- Eliminati

| Ordine di uscita | Artista               | Brano                   |
| ---------------- | --------------------- | ----------------------- |
| 1                | Mariangela            | Ninna nanna             |
| 2                | Pquadro               | Malinconiche sere       |
| 3                | Grandi Animali Marini | Napoleone azzurro       |
| 4                | Jasmine               | La vita subito          |
| 5                | Marco Baroni          | L'immagine che ho di te |
| 6                | Stefano Centomo       | Bivio                   |
| 7                | Khorakhanè            | La ballata di Gino      |

Ospiti
- Amadeus e Fiorello
- Antonio Cornacchione
- Scissor Sisters - I Don't Feel Like Dancin'
- Norah Jones - Thinking About You

### Seconda serata
Si esibirono 10 Campioni e 7 Giovani con votazione della giuria demoscopica: vennero quindi eliminati 3 Giovani, mentre non vennero rese note le graduatorie della sezione Campioni.

#### Campioni
| Ordine di uscita | Artista                 | Brano                 |
| ---------------- | ----------------------- | --------------------- |
| 1                | Paolo Meneguzzi         | Musica                |
| 2                | Marcella e Gianni Bella | Forever per sempre    |
| 3                | Stadio                  | Guardami              |
| 4                | Tosca                   | Il terzo fuochista    |
| 5                | Johnny Dorelli          | Meglio così           |
| 6                | Al Bano                 | Nel perdono           |
| 7                | Paolo Rossi             | In Italia si sta male |
| 8                | Amalia Grè              | Amami per sempre      |
| 9                | Fabio Concato           | Oltre il giardino     |
| 10               | Velvet                  | Tutto da rifare       |

#### Giovani
- Eliminati

| Ordine di uscita | Artista         | Brano               |
| ---------------- | --------------- | ------------------- |
| 1                | Sara Galimberti | Amore ritrovato     |
| 2                | Patrizio Baù    | Peccati di gola     |
| 3                | Romina Falconi  | Ama                 |
| 4                | Fabrizio Moro   | Pensa               |
| 5                | FSC             | Non piangere        |
| 6                | Pier Cortese    | Non ho tempo        |
| 7                | Elsa Lila       | Il senso della vita |

Ospiti
- Paolo Bonolis e Luca Laurenti
- Ficarra e Picone
- Take That - Shine
- John Legend - Ordinary People e Save Room

### Terza serata
Si esibirono i 20 Campioni in una versione rivisitata della loro canzone, interpretata insieme a un ospite, e venne introdotta la votazione mediante il televoto.

#### Campioni - Duetti
| Ordine di uscita | Artista                        | Ospite/i                                                     | Brano                                          |
| ---------------- | ------------------------------ | ------------------------------------------------------------ | ---------------------------------------------- |
| 1                | Daniele Silvestri              | Capone & BungtBangt                                          | La paranza                                     |
| 2                | Milva                          | Enrico Ruggeri                                               | The show must go on                            |
| 3                | Leda Battisti                  | Kledi Kadiu e Sabrina Amato (ballerini)                      | Senza me ti pentirai                           |
| 4                | Simone Cristicchi              | Sergio Cammariere                                            | Ti regalerò una rosa                           |
| 5                | Fabio Concato                  | Michele Zarrillo e Tullio De Piscopo                         | Oltre il giardino                              |
| 6                | Piero Mazzocchetti             | Amii Stewart                                                 | Schiavo d'amore                                |
| 7                | Mango                          | Laura Valente con Carlo De Bei                               | Chissà se nevica                               |
| 8                | Stadio                         | Teresa Salgueiro                                             | Guardami                                       |
| 9                | Amalia Grè                     | Mario Biondi                                                 | Amami per sempre                               |
| 10               | Zero Assoluto                  | Nelly Furtado                                                | Appena prima di partire                        |
| 11               | Tosca                          | Massimo Venturiello                                          | Il terzo fuochista                             |
| 12               | Velvet                         | Francesco Sarcina e Stefano Verderi de Le Vibrazioni         | Tutto da rifare                                |
| 13               | Nada                           | Cristina Donà                                                | Luna in piena                                  |
| 14               | Paolo Meneguzzi                | Nate James                                                   | Musica                                         |
| 15               | Al Bano                        | Cosmos                                                       | Nel perdono                                    |
| 16               | Antonella Ruggiero             | Coro S.Ilario e Coro della Valle dei Laghi                   | Canzone fra le guerre                          |
| 17               | Johnny Dorelli                 | Stefano Bollani                                              | Meglio così                                    |
| 18               | Paolo Rossi                    | Têtes de Bois                                                | In Italia si sta male (si sta bene anziché no) |
| 19               | Francesco con Roby Facchinetti | Anggun                                                       | Vivere normale                                 |
| 20               | Marcella e Gianni Bella        | The Supremes (Lynda Laurence, Scherrie Payne e Freddi Poole) | Forever per sempre                             |

Ospiti
- Max Tortora - imitazione di Franco Califano
- Miguel Ángel Muñoz - Dirás que estoy loco

### Quarta serata
Finale dei Giovani: si esibirono gli 8 Giovani rimasti, il cui vincitore venne determinato dal televoto (30%), dalla giuria demoscopica (50%) e dalla giuria di qualità (20%).

#### Giovani
| Ordine di uscita | Artista         | Brano                   |
| ---------------- | --------------- | ----------------------- |
| 1                | Marco Baroni    | L'immagine che ho di te |
| 2                | Sara Galimberti | Amore ritrovato         |
| 3                | Elsa Lila       | Il senso della vita     |
| 4                | Pquadro         | Malinconiche sere       |
| 5                | Fabrizio Moro   | Pensa                   |
| 6                | Stefano Centomo | Bivio                   |
| 7                | Romina Falconi  | Ama                     |
| 8                | Jasmine         | La vita subito          |

Ospiti
- Franco Battiato - I giorni della monotonia, Il vuoto (con il duo musicale delle MAB) e La cura
- Gigi D'Alessio - Con il nastro rosa, medley (Non dirgli mai, Tu che ne sai, L’amore che non c’è) e Un cuore malato (in duetto con Lara Fabian)
- Lara Fabian - Adagio
- Penélope Cruz
- Piero Chiambretti
- Elisa - Luce (tramonti a nord est), Almeno tu nell'universo e Eppure sentire (un senso di te)
- Neri Marcorè - esecuzione di L'Iva! (parodia di Viva!) nei panni di Luciano Ligabue
- Tiziano Ferro - Ed ero contentissimo, Non me lo so spiegare, Sere nere e Ti scatterò una foto
- Gianna Nannini - Dolente Pia e Mura Mura (tratti dall'album Pia come la canto io)
- Renato Zero - Medley omaggio (Ciao amore, ciao, Ritornerai, Era d'estate) e medley di successi (Il carrozzone, Ave Maria, Nei giardini che nessuno sa e Il cielo)
- Armando Trovajoli - Medley di colonne sonore e Roma nun fa la stupida stasera

### Quinta serata - Finale
Finale dei Campioni: si esibirono i 20 Campioni, il cui vincitore venne determinato dai voti del televoto (30%), della giuria demoscopica (50%) e della giuria di qualità (20%) accumulati nel corso delle 5 serate.

#### Campioni
| Ordine di uscita | Artista                        | Brano                   |
| ---------------- | ------------------------------ | ----------------------- |
| 1                | Nada                           | Luna in piena           |
| 2                | Paolo Rossi                    | In Italia si sta male   |
| 3                | Velvet                         | Tutto da rifare         |
| 4                | Johnny Dorelli                 | Meglio così             |
| 5                | Al Bano                        | Nel perdono             |
| 6                | Amalia Grè                     | Amami per sempre        |
| 7                | Gianni e Marcella Bella        | Forever per sempre      |
| 8                | Mango                          | Chissà se nevica        |
| 9                | Tosca                          | Il terzo fuochista      |
| 10               | Fabio Concato                  | Oltre il giardino       |
| 11               | Francesco con Roby Facchinetti | Vivere normale          |
| 12               | Leda Battisti                  | Senza me ti pentirai    |
| 13               | Simone Cristicchi              | Ti regalerò una rosa    |
| 14               | Stadio                         | Guardami                |
| 15               | Daniele Silvestri              | La paranza              |
| 16               | Zero Assoluto                  | Appena prima di partire |
| 17               | Milva                          | The show must go on     |
| 18               | Piero Mazzocchetti             | Schiavo d'amore         |
| 19               | Antonella Ruggiero             | Canzone fra le guerre   |
| 20               | Paolo Meneguzzi                | Musica                  |

Ospiti
- Mike Bongiorno - La coppia più bella del mondo (insieme a Pippo Baudo)
- Fabrizio Moro - Pensa
- Flavio Insinna
- Joss Stone - Respect e Tell Me 'Bout It
- Piero Chiambretti
- Momo - Fondanela
- Mika - Grace Kelly

## Premi

### Sezione Campioni
- Vincitore 57º Festival di Sanremo: Simone Cristicchi con Ti regalerò una rosa
- Podio - secondo classificato 57º Festival di Sanremo: Al Bano con Nel perdono
- Podio - terzo classificato 57º Festival di Sanremo: Piero Mazzocchetti con Schiavo d'amore
- Premio della Critica "Mia Martini" sezione Campioni: Simone Cristicchi con Ti regalerò una rosa
- Premio della Sala stampa Radio-TV "Lucio Dalla" sezione Campioni: Simone Cristicchi con Ti regalerò una rosa

### Sezione Giovani
- Vincitore 57º Festival di Sanremo sezione Giovani: Fabrizio Moro con Pensa
- Podio - secondo classificato 57º Festival di Sanremo sezione Giovani: Stefano Centomo con Bivio
- Podio - terzo classificato 57º Festival di Sanremo sezione Giovani: Pquadro con Malinconiche sere
- Premio della Critica "Mia Martini" sezione Giovani: Fabrizio Moro con Pensa
- Premio della Sala stampa Radio-TV "Lucio Dalla" sezione Giovani: Fabrizio Moro con Pensa

### Altri premi
- Premio alla carriera "Città di Sanremo": Armando Trovajoli

## Orchestra
L'orchestra venne diretta dal maestro Pippo Caruso e, durante le esibizioni dei cantanti, dai maestri:
- Diego Calvetti per Francesco con Roby Facchinetti
- Roberto Colombo per Antonella Ruggiero
- Lucio Fabbri per Milva e Nada
- Marco Falagiani per Fabrizio Moro
- Gianni Ferrio per Johnny Dorelli
- Nicolò Fragile per gli Stadio
- Antongiulio Frulio per i Velvet e Romina Falconi
- Lorenzo Cino Magnaghi per Fabio Concato
- Massimo Morini per Stefano Centomo
- Mauro Pagani per Paolo Rossi
- Alterisio Paoletti per Al Bano, Piero Mazzocchetti ed Elsa Lila
- Adriano Pennino per Gianni e Marcella Bella, Zero Assoluto, Pquadro, Pier Cortese e Patrizio Baù
- Rocco Petruzzi per Mango
- Roberto Ruocco per Sara Galimberti
- Roberto Rossi per Simone Cristicchi
- Fabio Roveroni per Marco Baroni
- Bruno Santori per Daniele Silvestri e i Grandi Animali Marini
- Fabio Torregrossa per Mariangela
- Peppe Vessicchio per Leda Battisti, Amalia Grè, Tosca, FSC e Jasmine
- Giuseppe Zanca per i Khorakhanè
- Fio Zanotti per Paolo Meneguzzi
- Celso Valli per gli ospiti Tiziano Ferro e Elisa

## Sigla
Perché Sanremo è Sanremo riarrangiata dal Maestro Pippo Caruso.

## Giuria di qualità
Campioni
- Alba Parietti
- Giancarlo Magalli
- Alessandro D'Alatri
- Lunetta Savino
- Massimo Ghini
- Antonio Caprarica
- Serena Autieri
- Maurizio De Angelis
- Barbara Palombelli
- Claudio Coccoluto

Giovani
- Sergio Assisi
- Laura Chiatti
- Carolina Crescentini
- Giorgia Surina
- Marco Maccarini

## Scenografia
La scenografia, disegnata dallo scenografo Gaetano Castelli, era caratterizzata da video wall e animazioni colorate, con il ritorno della scalinata e dell'orchestra sul palco. Come tradizione i fiori erano presenti in abbondanza: la prima sera ranuncoli e ginestre, la seconda margherite, anemoni e calendule, la terza garofani e mimose, la quarta papaveri e la quinta rose.

## Ascolti
Risultati di ascolto delle varie serate, secondo rilevazioni Auditel:
| Serate             | Messa in onda      | I parte            | I parte            | II parte           | II parte           | Media          | Media  |
| Serate             | Messa in onda      | Telespettatori     | Share              | Telespettatori     | Share              | Telespettatori | Share  |
| ------------------ | ------------------ | ------------------ | ------------------ | ------------------ | ------------------ | -------------- | ------ |
| I                  | 27 febbraio 2007   | 12452000           | 43,80%             | 6759000            | 47,08%             | 9606000        | 45,44% |
| II                 | 28 febbraio 2007   | 11819000           | 46,37%             | 6128000            | 49,10%             | 8974000        | 47,05% |
| III                | 1º marzo 2007      | 11352000           | 41,38%             | 6512000            | 45,77%             | 8942000        | 43,58% |
| IV                 | 2 marzo 2007       | 10827000           | 40,79%             | 6536000            | 53,57%             | 8682000        | 47,18% |
| Finale             | 3 marzo 2007       | 12408000           | 48,79%             | 12210000           | 61,68%             | 12309000       | 55,32% |
| Media delle serate | Media delle serate | Media delle serate | Media delle serate | Media delle serate | Media delle serate | 9703000        | 47,71% |

Il picco massimo di share si è avuto all'1:12, per la proclamazione del vincitore, con il 77,66%.

## DopoFestival
Il DopoFestival, presentato da Piero Chiambretti accompagnato dall'attrice comica ed imitatrice Gabriella Germani, venne trasmesso, anziché dal tradizionale Teatro del Casinò, dalla sala stampa "Ariston Roof" del Teatro Ariston, dov'erano accreditati più di un migliaio di giornalisti.

## Commissione artistica
La commissione artistica era composta per la sezione Campioni da Paolo Buonvino, Patrizia Ricci e Dario Salvatori, mentre per la sezione Giovani da Carolina Di Domenico, Stefano Mainetti e Federico Moccia.

## Piazzamenti in classifica dei singoli
| Artista                        | Singolo                 | Pos.Max. |
| ------------------------------ | ----------------------- | -------- |
| Simone Cristicchi              | Ti regalerò una rosa    | 1        |
| Fabrizio Moro                  | Pensa                   | 1        |
| Paolo Meneguzzi                | Musica                  | 1        |
| Daniele Silvestri              | La paranza              | 1        |
| Zero Assoluto                  | Appena prima di partire | 7        |
| Tosca                          | Il terzo fuochista      | 8        |
| Amalia Gré                     | Amami per sempre        | 11       |
| Marcella e Gianni Bella        | Forever per sempre      | 14       |
| Mango                          | Chissà se nevica        | 14       |
| Velvet                         | Tutto da rifare         | 17       |
| Pquadro                        | Malinconiche sere       | 17       |
| Stefano Centomo                | Il bivio                | 18       |
| Stadio                         | Guardami                | 21       |
| Nada                           | Luna in piena           | 33       |
| Romina Falconi                 | Ama                     | 38       |
| Antonella Ruggiero             | Canzoni fra le guerre   | 47       |
| Francesco con Roby Facchinetti | Vivere normale          | 48       |
| Leda Battisti                  | Senza me ti pentirai    | 50       |
| Piero Mazzocchetti             | Schiavo d'amore         | 55       |
| Al Bano                        | Nel perdono             | 59       |

| Artista           | Singolo              | Posizione classifica annuale 2007 |
| ----------------- | -------------------- | --------------------------------- |
| Paolo Meneguzzi   | Musica               | 6                                 |
| Fabrizio Moro     | Pensa                | 9                                 |
| Daniele Silvestri | La paranza           | 12                                |
| Simone Cristicchi | Ti regalerò una rosa | 14                                |
| Mariangela        | Ninna nanna          | 46                                |

## Piazzamenti in classifica degli album
| Artista                 | Album                         | Pos.Max. |
| ----------------------- | ----------------------------- | -------- |
| Zero Assoluto           | Appena prima di partire       | 4        |
| Daniele Silvestri       | Il latitante                  | 5        |
| Mango                   | L'albero delle fate           | 7        |
| Paolo Meneguzzi         | Musica                        | 8        |
| Stadio                  | Parole nel vento              | 8        |
| Simone Cristicchi       | Dall'altra parte del cancello | 11       |
| Fabrizio Moro           | Pensa                         | 11       |
| Al Bano                 | Cercami nel cuore della gente | 13       |
| Piero Mazzocchetti      | Schiavo d'amore               | 15       |
| Nada                    | Luna in piena                 | 54       |
| Milva                   | In territorio nemico          | 55       |
| Marcella e Gianni Bella | Forever per sempre            | 70       |

### Compilation
- Sanremo 2007 (Warner)
- Sanremo 2007 (EMI)